# Saint-Laurent-de-Gosse
Saint-Laurent-de-Gosse é uma comuna francesa na região administrativa da Nova Aquitânia, no departamento Landes. Estende-se por uma área de 17,5 km². Em 2010 a comuna tinha 692 habitantes (densidade: 39,5 hab./km²).